# Ashley Fiolek
Ashley Fiolek (Dearborn, Michigan, 22 d'octubre de 1990) és una expilot professional de motocròs nord-americana. En 2008, 2009, 2011, i 2012 va guanyar el Campionat AMA de motocròs femení (Women's MX) corrent amb els números 67 i 1.

## Infantesa
Fiolek Va néixer a Dearborn (Michigan) i és sorda de naixement. L'agost de 1998, la família Fiolek es va mudar a St. Augustine Beach (Florida) perquè Ashley pogués assistir a la Florida School for the Deaf and Blind, l'escola més gran d'aquest tipus als Estats Units. A l'escola, va estudiar ballet, va córrer i va jugar a bàsquet. Quan Fiolek va acabar vuitè grau, els seus pares van decidir començar a ensenyar-li a la seva llar.
Quan era una nina, la seva família sovint anava a la cabanya del seu avi a Wolverine (Michigan), on passejava pel bosc durant hores. Als tres anys, els seus pares li van regalar una Yamaha PW50, una moto per a motociclistes molt joves. Va conduir aquest vehicle diversos anys, amb rodes d'entrenament, acompanyada dels seus pares.

## Carrera
Fiolek va començar a córrer als set anys. Va ser la campiona del WMX Pro Nacional en 2008 després del seu primer triomf professional al WMA Pro Nacional Hangtown. També va guanyar moltes carreres la temporada 2009, incloent la primera mànega a Hangtown i ambdues mànegues a Glen Helen. Va repetir el 2009 el WMX Pro National Champion acabant setena en el Steel City Raceway a Delmont (Pennsilvània), el 5 de setembre de 2009. Va acabar aquesta carrera lesionada amb una fractura de clavícula a causa d'una caiguda durant la carrera. Va guanyar el WMX Pro Nationals una altra vegada el 2011. El 2012, va xocar i va sofrir una concussió i una fractura de còccix. Va fer un DNS (Did Not Start) a High Point Raceway, Mount Morris (Pennsilvània). Després de gairebé un mes em blanc, va tornar a córrer en RedBud MX a Buchanan (Michigan), on va començar la carrera pel seu proper títol. Ashley va prendre el global en aquella i en les següents dues carreres en Washougal, Washington, i Southwick, Massachusetts. Va córrer el WMX Pro National Championship a Lake Elsinore, Califòrnia, en 2012.
El 2008, va ser la primera corredora dona de motocròs a estar en la portada de la revista TransWorld Motocross. El 2009, es va convertir en la primera dona a formar part de l'equip American Honda Racing i estar nominada a un premi ESPY. El setembre d'aquest any va ser nomenada Persona Sorda del Mes per Deafpeople.com. El 2010, Ashley va publicar la seva autobiografia, Kicking Up Dirt, coescrit amb Caroline Ryder. El 2011, Fiolek i la seva moto van estar presents en un anunci de Red Bull. Va ser la sisena atleta patrocinada per Red Bull en aparèixer en un anunci per a la beguda energètica. El 2012, va estar en una publicació de la revista Vogue i va presentar una xerrada TEDx.
En 2010 Fiolek va conèixer Noora Moghaddas, una competidora de motocròs de l'Orient Mitjà, i les dues dones es van fer amigues ja que corrien i compartien objectius similars com millorar les condicions per a les dones als seus respectius països. Fiolek va declarar: «Noora continua en la seva cerca per ajudar el fet que les dones iranianes aprenen com muntar, córrer i siguin més fortes. Espero ser part d'aquesta important missió amb ella, de manera que ambdues puguem compartir el nostre amor pel motocròs amb persones d'altres països. És genial saber que el nostre món no és realment tan gran. Fins i tot amb cultures i llengües diferents, tots podem unir-nos i compartir alguna cosa sobre les nostres passions.»
El 2009, Ashley va guanyar la seva primera medalla d'or als X Games. Això la va convertir en la primera medallista sorda dels X Games, i la campiona més jove de l'associació de motocròs de dones. Fiolek va guanyar la seva segona medalla d'or consecutiva dels X Games en SuperX Women's el 31 de juliol de 2010, als X Games 16.
En 2011, als X Games 17, Fiolek va tenir un accident mentre conduïa i va quedar inconscient. Els doctors van determinar que era incapaç de competir. En 2012, va quedar fora dels X Games per segon any consecutiu després de sofrir una concussió en un accident el 2 juny a la segona mànega del WMX a Lakewood (Colorado).

## Després de WMX
Al juny del 2012, Ashley va aparèixer a Conan, sent la primera persona sorda a aparèixer al programa. Al setembre d'aquest any, va aparèixer en un episodi de Switched at Birth com Robin Swiller, una corredora de motocròs qui desenvolupa un interès en el personatge principal, Emmett Bledsoe. Aquest mateix mes, va declarar a Espn.com: «Aquesta és la meva última temporada en el campionat a l'aire lliure però certament no corrent! Hauràs d'esperar fins a novembre, ho sento.» En 2013, va reiterar que va deixar WMX.
El 2013, va aparèixer com ella mateixa a No Ordinary Hero: The SuperDeafy Movie.
El juliol del 2014 va començar a treballar com a especialista de cinema de motocicleta per al xou Marvel Universe Live.